# Csehbánya
Csehbánya ist eine ungarische Gemeinde im Kreis Ajka im Komitat Veszprém. Zur Gemeinde gehört der Ortsteil Újtelep.

## Geografische Lage
Csehbánya liegt ungefähr 13 Kilometer nordöstlich der Kreisstadt Ajka. In der Gemeinde entspringt der Fluss Torna. Die Nachbargemeinde ist Városlőd.

## Geschichte
In der zweiten Hälfte des 18. Jahrhunderts spielte die Glasherstellung eine besondere Rolle. 1761 erteilte der Bischof von Veszprém die Zulassung zur Gründung einer neuen Glashütte. So kam es zu einer Ansiedlung von Glasbläsern. Neben verschiedenen Gläsern und Flaschen wurden auch rundförmige Fensterscheiben in grüner und weißer Farbe gefertigt. 1796 ließ der Bischof von Veszprém den Betrieb zum Schutz der Wälder einstellen.
Im Jahr 1913 gab es in der damaligen Kleingemeinde 60 Häuser und 362 Einwohner auf einer Fläche von 2572 Katastraljochen. Sie gehörte zu dieser Zeit zum Bezirk Veszprém im Komitat Veszprém.

## Sehenswürdigkeiten
- Kruzifix, erschaffen 1908
- Römisch-katholische Kirche Jézus Szíve
- Römisch-katholische Kapelle Szűz Mária neve, erbaut 1856
- Trianon-Gedenksäule (Trianoni emlékoszlop), erschaffen von Sándor András
- Weltkriegsdenkmal (I. és II. világháborús emlékmű)

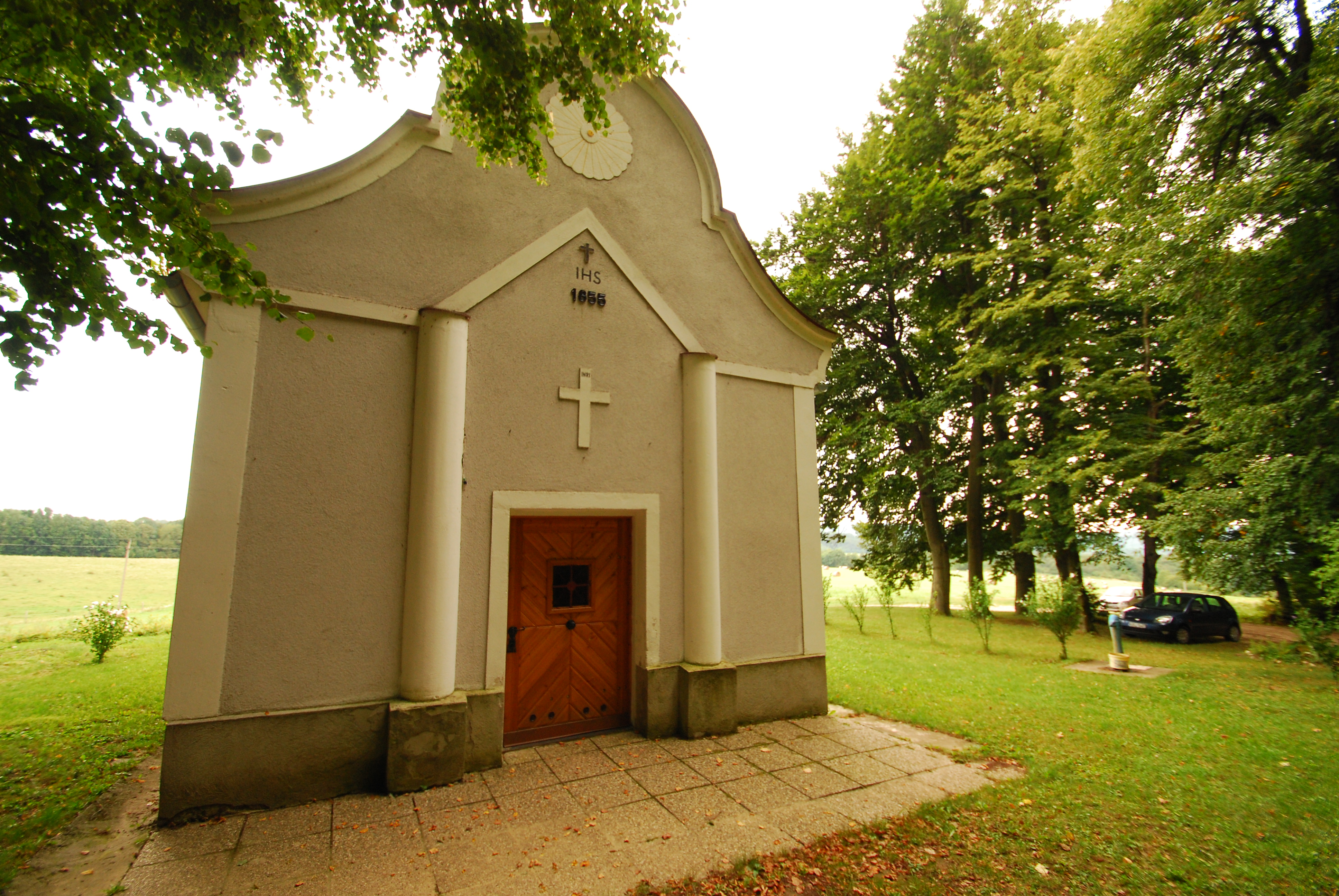
Röm.-kath. Kapelle Szűz Mária neve

## Verkehr
Csehbánya ist nur über die Nebenstraße Nr. 83114 zu erreichen. Es bestehen Busverbindungen nach Városlőd, wo sich der nächstgelegene Bahnhof befindet.